# Peñausende
Peñausende est une commune d’Espagne, de la province de Zamora, en  la communauté autonome de Castille-et-León. Elle est située à environ 50 km du Portugal.